# ایستگاه برادوی–سیتی هال
ایستگاه برادوی–سیتی هال (انگلیسی: Broadway–City Hall station) یک ایستگاه زیرزمینی در خط کانادا مترو ونکوور اسکای‌ترین (ونکوور) سیستم حمل و نقل سریع مترو است. این ایستگاه در تقاطع وست برادوی و خیابان کمبی در ونکوور، بریتیش کلمبیا واقع شده‌است و در فاصله چند قدمی تالار شهر ونکوور، مرکز خرید سیتی اسکوئر، بیمارستان عمومی ونکوور و امکانات مرتبط اطراف آن قرار دارد.